# کورتا اسکات کینگ
کورتا اسکات کینگ (انگلیسی: Coretta Scott King; ۲۷ آوریل ۱۹۲۷ – ۳۰ ژانویهٔ ۲۰۰۶) یک نویسنده و فعال حقوق مدنی اهل ایالات متحده آمریکا بود. وی همسر مارتین لوتر کینگ از سال ۱۹۵۳ تا ۱۹۶۸ (کشته شدن مارتین لوتر کینگ) بود. بعد از کشته شدن مارتین لوتر کینگ، کورتا اسکات نقش وی به عنوان رهبر جنبش سیاه‌پوستان را برعهده گرفت و همچنین در زمینه حقوق زنان و حقوق دگرباشان جنسی هم فعالیت زیادی کرد. وی تلاش بسیاری به عمل آورد تا در نهایت روز مارتین لوتر کینگ توسط ریگان تصویب شد.

## کودکی و تحصیلات
کورتا اسکات در هیبرگر، آلاباما، متولد شد. او سومین فرزند از چهار فرزند اوبادیا اسکات (۱۸۹۹–۱۹۹۸) و برنیس مک موری اسکات (۱۹۰۴–۱۹۹۶) بود. مادربزرگ پدری اش دلیا اسکات، یک برده سابق، بود. مادر کورتا به دلیل استعداد موسیقی و صدای خوانندگی مشهور شد. در کودکی، برنیس در یک مدرسه محلی تحصیل کرد و فقط تحصیلات کلاس چهارم را داشت. با این حال خواهر و برادر بزرگتر برنیس در مدرسه شبانه‌روزی نوسکجی که توسط بوکر تی. واشینگتن و دیگران تأسیس شده بود تحصیل کردند.
خانم اسکات بزرگ به عنوان راننده اتوبوس مدرسه، یک پیانیست کلیسا و برای شوهرش در مشاغل تجاری او کار می‌کرد. او به عنوان خانه‌دار شایسته برای انجمن ستاره شرق خدمت کرد و عضو باشگاه فدراسیون سوادآموزی محلی بود.
اوبی، پدر کورتا، یکی از اولین سیاه پوستان شهرشان بود که وسیله نقلیه داشت. او قبل از اینکه خودش کاری داشته باشد، به عنوان یک پلیس کار می‌کرد. او به همراه همسرش، دور از خانه‌شان، یک فروشگاه لباس اداره می‌کرد و بعداً یک فروشگاه عمومی افتتاح کرد. او همچنین صاحب یک کارخانه چوب‌بری بود که پس از آنکه از فروش آن به یک چوب‌بر سفیدپوست خودداری کرد توسط همسایگان سفیدپوست سوزانده شد. پدربزرگ و مادربزرگ مادری او مولی (خواهر اسمیت؛ ۱۸۶۸ - م) و مارتین ون بورن مک موری (۱۸۶۳–۱۹۵۰) بودند. هر دو از نژاد آفریقایی-آمریکایی و ایرلندی بودند.
کورتا در ۱۰ سالگی برای افزایش درآمد خانواده تلاش کرد. او یک خواهر بزرگتر به نام ادیث اسکات باگلی (۲۰۱۱–۱۹۲۴) داشت، یک خواهر بزرگتر نیز به نام یونیس که از کودکی زنده نماند؛ و یک برادر کوچکتر به نام اوبادیا لئونارد (۲۰۱۲–۱۹۳۰). و یک برادر کوچکتر به نام اوبادیا لئونارد (۲۰۱۲–۱۹۳۰). خانواده اسکات از زمان جنگ داخلی آمریکا یک مزرعه داشتند، اما چندان ثروتمند نبودند. در دوران رکود بزرگ، کودکان اسکات برای کمک به درآمد خود پنبه می‌چیدند و با پدر و مادرشان یک اتاق خواب مشترک داشتند.
فرزندان اسکات در یک دبستان یک اتاقه در ۸ کیلومتری از خانه خود تحصیل می‌کردند و بعداً به مدرسه عادی لینکلن منتقل شدند که با وجود فاصله ۲۲ کیلومتری از خانه‌شان به دلیل تفکیک نژادی در مدارس، نزدیکترین دبیرستان سیاه‌پوستان در ماریون، آلاباما بود. رانندگی اتوبوس توسط برنیس، مادر کورتا، انجام می‌شد. وی تمام نوجوانان سیاه‌پوست محلی را سوار اتوبوس می‌کرد. زمانی‌که اسکات وارد مدرسه لینکلن شد این مدرسه شهریه را به حالت تعلیق درآورده بود و فقط چهار دلار و پنجاه سنت در سال هزینه می‌گرفت. در دو سال آخر حضور در آنجا، اسکات به بهترین خواننده گروه کر مدرسه تبدیل شد. او همچنین رهبری گروه کر در کلیسای محله خود در نورث پری را نیز به عهده گرفت.

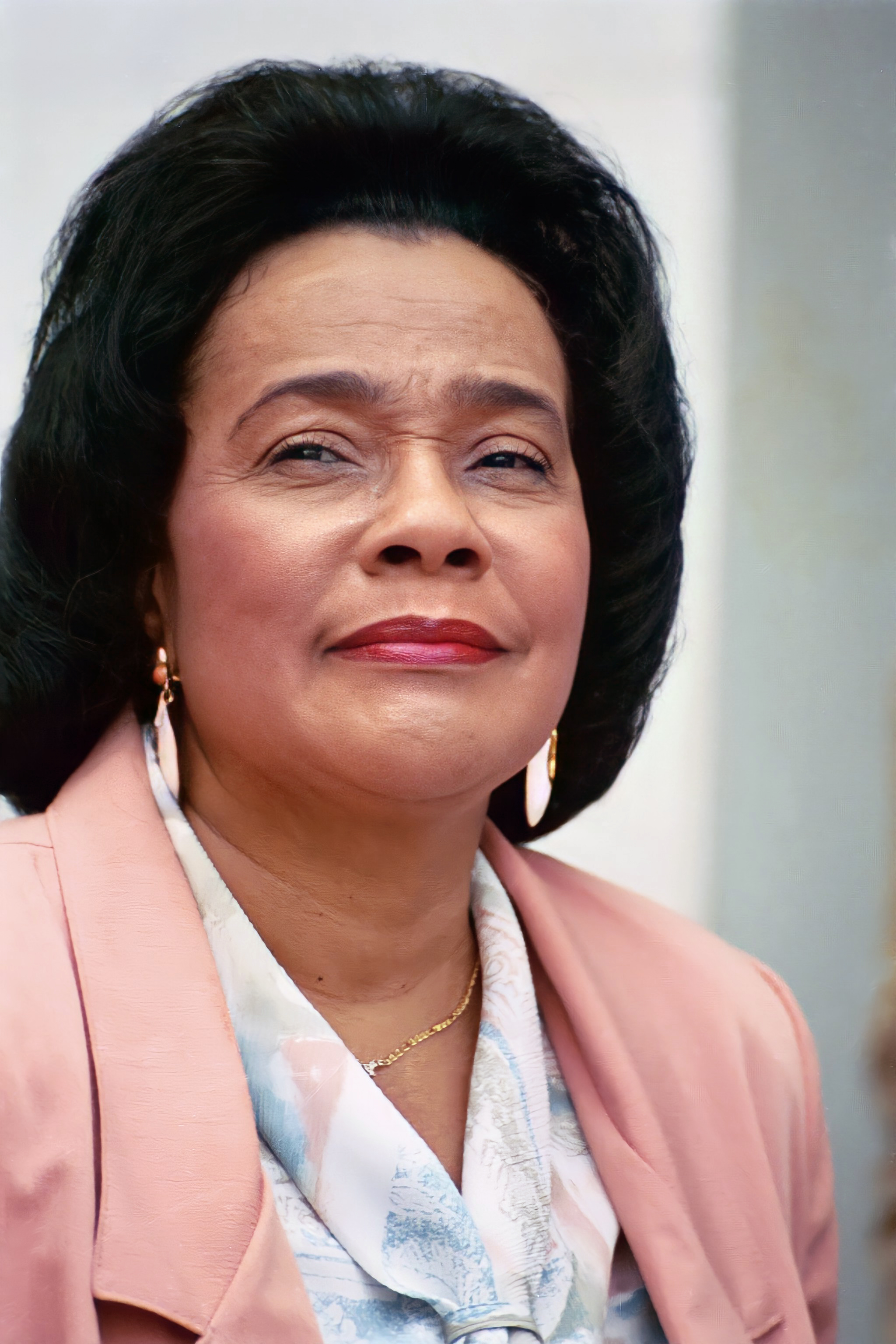
کورتا اسکات کینگ در ۱۹۹۳، سی امین سالگرد راه‌پیمایی به سوی واشینگتن برای کار و آزادی

کورتا اسکات در سال ۱۹۴۵ از مدرسه عادی لینکلن فارغ‌التحصیل شد. جایی که او ترومپت و پیانو می‌نواخت، در گروه کر آواز می‌خواند و در برنامه‌های موسیقی مدرسه شرکت می‌کرد و در ادامه آموزش در سال‌های بالاتر در لینکلن در کالج انطاکیه در یلو اسپرینگز، اوهایو ثبت نام کرد. وی پس از پذیرفته شدن در انطاکیه، برای بورس تحصیلی درخواست کرد. خواهر بزرگتر او ادیث از مدتی قبل تحت برنامه آموزش برای نژادهای مختلف به انطاکیه می‌رفت که در تلاش برای ایجاد تنوع در دانشگاهی بود که از قدیم برای سفیدپوستان بود دانشجویان غیر سفیدپوست را جذب و بورسیه کامل می‌داد.
کورتا موسیقی را نزد والتر اندرسون، اولین مدیر غیر سفیدپوستی که یک گروه دانشگاهی در یک کالج به‌طور تاریخی سفیدپوست را مدیریت می‌کرد، فرا گرفت. تجربه بودن تحت تبعیض نژادی که توسط هیئت مدیره مدرسه محلیش اعمال شده بود در او انگیزه فعالیت سیاسی کاشت و در جنبش تازه حقوق مدنی فعال شد. او به انجمن ملی پیشرفت رنگین پوستان (NAACP) در انطاکیه و کمیته‌های روابط نژادی و آزادی‌های مدنی کالج پیوست. هیئت مدیره درخواست وی برای انجام سال دوم آموزش عملی در مدارس دولتی شهر یلو اسپرینگ، که برای گرفتن گواهینامه تدریس نیاز بود، را رد کرد. کورتا به هیئت مدیره کالج انطاکیه متوسل شد که مایل نبود یا قادر به تغییر وضعیت در سیستم مدارس محلی نبود و در عوض او را برای دومین سال در مدرسه آزمایشگاه وابسته کالج به کار گرفت. بعلاوه، در این زمان، کورتا اسکات به عنوان پرستار بچه برای خانواده لیسگو کار می‌کرد و از جان لیسگو که بعدها یک هنرپیشه برجسته شد مراقبت می‌کرد.

## هنرستان موسیقی نیوانگلند و مارتین لوتر کینگ جونیور

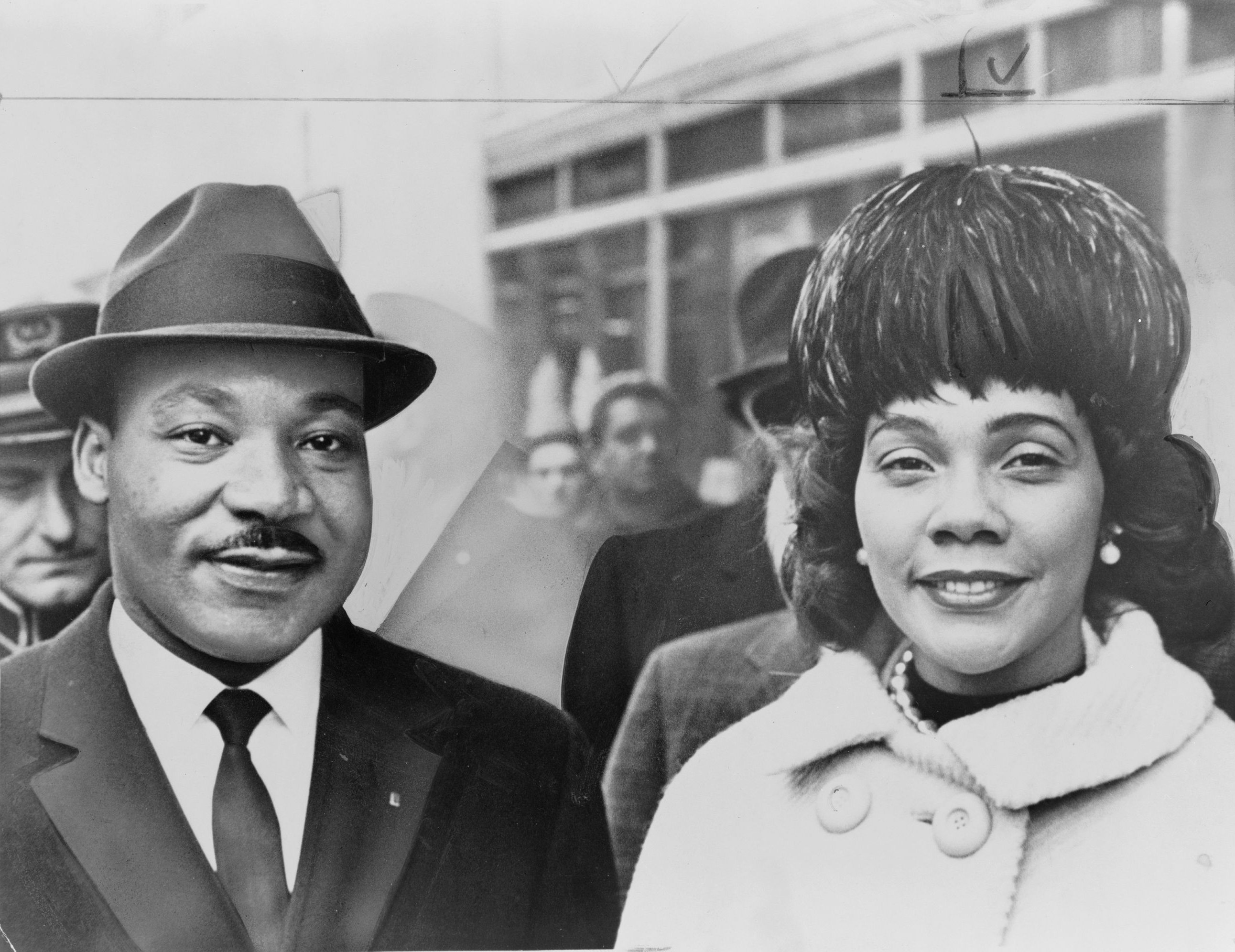
کورتا اسکات کینگ و همسرش مارتین لوتر کینگ در سال ۱۹۶۴

کورتا وقتی برنده بورسیه هنرستان موسیقی نیوانگلند در بوستون شد، از انطاکیه خارج شد. هنگام تحصیل آواز در آن مدرسه نزد ماری سوندلیوس بود که با مارتین لوتر کینگ جونیور آشنا شد.
با وجود اینکه کورتا می‌خواست در موسیقی به سطح حرفه ای برسد، اما می‌دانست که اگر بخواهد با مارتین لوتر کینگ ازدواج کند این امکان وجود ندارد. با این حال، از آنجا که کینگ را دارای بسیاری از ویژگی‌های مورد علاقه خود برای یک مرد یافت، خود را هر لحظه بیشتر درگیر می‌کند. او به خواهرش گفت: «من فکر می‌کنم دلیل این امر این است که مارتین من را خیلی از پدرم یادآوری می‌کند.»
کورتا اسکات و مارتین لوتر کینگ جونیور در ۱۸ ژوئن ،۱۹۵۳ در محوطه چمنزار خانه مادرش مراسم ازدواج خود را برگزار کردند. مراسم توسط پدر مارتین جونیور انجام شد، کورتا این را که عهد کند که از همسرش اطاعت کند از لیست مراسم خارج کرد، عملی که در آن زمان غیر معمول بود. وی پس از گذراندن دوره صدا و پیانو در هنرستان نیوانگلند، در سپتامبر ۱۹۵۴ به همراه همسرش به مانتگامری، آلاباما نقل مکان کرد.

## جنبش حقوق مدنی

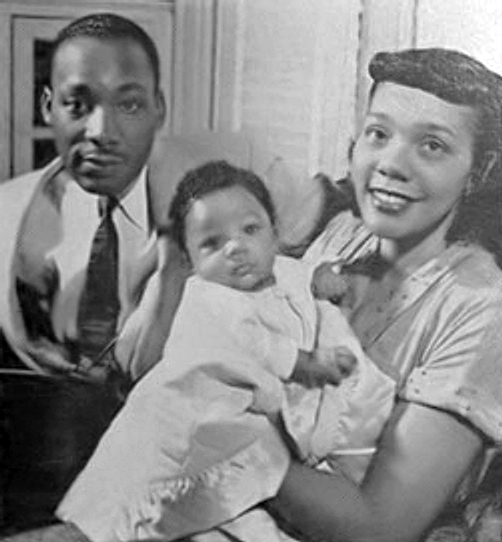
کورتا با همسر و دخترش یولاندا، در سال ۱۹۵۶

در اول سپتامبر ۱۹۵۴، مارتین لوتر کینگ جونیور کشیش تمام وقت کلیسای باپتیست خیابان دکستر شد. این یک فداکاری برای کورتا بود، که مجبور شد از رؤیای خود برای خواننده کلاسیک شدن دست بردارد. مارتین لوتر کینگ جونیور انتظار داشت که او در خانه بماند و از فرزندان آینده آنها مراقبت کند. سرسپردگی کورتا به هدف در حالی‌که از خواسته‌های شخصی خود چشم پوشی می‌کند، نمادی از اقدامات زنان آفریقایی-آمریکایی در این جنبش جدید شد.
این زوج مدت کوتاهی پس از این مراسم به درونی کلیسایی در خیابان جکسون جنوبی نقل مکان کردند. کورتا به عضویت گروه کر درآمد. او در مدرسه یکشنبه‌ها تدریس می‌کرد و وارد اتحادیه آموزش باپتیست و انجمن مبلغین شد. در ۶ مارس ۱۹۵۵، او برای اولین بار در گروه کر کلیسای باپتیست ظاهر شد، جایی که به گفته‌ای پی والاس، «تماشاگران کنسرت خود را مجذوب خود کرد».
خانواده کینگ در ۱۷ نوامبر ۱۹۵۵ صاحب اولین فرزند خود یولاندا شدند، که به اصرار کورتا نامگذاری شد و مورد توجه کلیسا قرار گرفت. پس از درگیر شدن شوهرش در تحریم اتوبوس‌های مونتگمری، کینگ اغلب تهدیدهایی علیه همسرش دریافت می‌کرد. در ژانویه ۱۹۵۶، کینگ تماس‌های تلفنی متعددی داشت که جان شوهرش را تهدید می‌کرد. شایعاتی مبنی بر اینکه مارتین یک واگن استیشن بیوک برای او خریداری کرده‌است باعث نارضایتی آمریکایی‌های آفریقایی‌تبار از همسر کینگ می‌شد.
مارتین لوتر کینگ جونیور به او لقب «یوکی» داد و بدین ترتیب، به خود اجازه می‌داد که از او به غیر از نامش یاد کند. در پایان تحریم، خانم کینگ و همسرش به اعتقاد به اعتراضات غیر خشونت‌آمیز به عنوان روشی برای بیان سازگار با آموزه‌های کتاب مقدس رسیده بودند. دو روز پس از ادغام سرویس اتوبوس‌های مونتگومری، در ۲۳ دسامبر، از میان در ورودی گلوله‌ای به داخل خانه آنها شلیک شد. کینگ، شوهرش و یولاندا در خواب بودند، به هیچ‌یک از آنها آسیبی نرسید.
کورتا نقش فعالی در حمایت از قوانین حقوق مدنی ایفا کرد. در ۲۵ آوریل ۱۹۵۸، او اولین حضور خود را آن سال در سالن دبیرستان پیتر در برمینگم، آلاباما در کنسرتی ارائه داد که توسط گروه برادری آلفا فی آلفا برگزار می‌شد. در این اجرا کورتا قسمت‌هایی از چند آهنگ را، البته در همان ترکیب قبلی که دو سال قبل در نیویورک انجام داده بود تغییر داد و به موضوع تحریم اتوبوس‌های مونتگمری پرداخت. این کنسرت برای کورتا مهم و راهی برای ادامه کار حرفه ای و شرکت او در جنبش بود. این کنسرت به مخاطبان «ارتباط احساسی با پیام‌های تحول اجتماعی، اقتصادی و معنوی» داد.
در ۳ سپتامبر ۱۹۵۸، کورتا، همسرش و رالف ابرناتی را به یک دادگاه همراهی کرد. شوهرش در خارج از دادگاه به دلیل «پرسه زدن» و «اطاعت نکردن از یک افسر پلیس» بازداشت شد. چند هفته بعد، کورتا از پدر و مادر مارتین در آتلانتا دیدن کرد. در آنجا، او متوجه شد که همسرش هنگام امضای نسخه‌هایی از کتاب خود بنام به سمت آزادی در ۲۰ سپتامبر ۱۹۵۸ مورد حمله و اصابت ضربات چاقو قرار گرفته‌است. کورتا به دیدار شوهرش شتافت، و تا بهبودی او در بیمارستان همراه او ماند.
در ۳ فوریه ۱۹۵۹، کورتا، شوهرش و لارنس دی ردیک یک تور ۵ هفته‌ای را در هند آغاز کردند. این سه نفر به صدها مراسم دعوت شدند. در طول این سفر یک‌ماهه، کورتا از توانایی خوانندگی خود برای جلب حاضرین استفاده کرد. آنها در ۱۰ مارس ۱۹۵۹ به ایالات متحده بازگشتند.

## بمب‌گذاری خانه
در ۳۰ ژانویه ۱۹۵۶، کورتا و مری لوسی، همسر روسکو ویلیامز، «صدایی مانند برخورد یک آجر به کف سیمانی ایوان جلو» را شنیدند. کورتا پیشنهاد کرد که از اتاق جلویی خارج شوند و به اتاق مهمان رفتند، زیرا انفجاری صورت گرفته بود که خانه را به لرزه انداخته و اتاق جلویی پر از دود و شیشه‌های شکسته شده بود. آن‌ها به قسمت عقبی خانه، جایی که یولاندا در آن خوابیده بود رفتند. کورتا با کلیسای باپتیست تماس گرفت و بمب‌گذاری را به زنی که تلفن را پاسخ داد گزارش کرد. مارتین به خانه‌شان بازگشت و پس از آنکه کورتا و دخترش را سالم رفت به بیرون خانه رفت. او در آنجا با جمعیت خشمگین طرفدارانش که اسلحه آورده بودند، مواجه شد، اما توانست با یک سخن ایمپرمتو آنها را برگرداند.
آنچه تنها یک شاهد گزارش کرد این بود که یک مرد سفیدپوست تا نیمه راه را به سمت در ورودی خانه کینگ رفته و چیزی را به سمت در پرتاب کرده‌است. سپس به سمت اتوموبیل خود برگشته و با سرعت از آنجا دور شده‌است، ارنست والترز، این تنها شاهد، نتوانست شماره پلاک خودرو را بدست بیاورد زیرا که این وقایع بسیار سریع اتفاق افتادند. پدر هر دو زوج کینگ در مورد بمب‌گذاری با آنها تماس گرفتند. مدتی بعد هر دوی آنها تقریباً همزمان به همراه مادر و برادر شوهر کورتا وارد شدند. اوبی پدر کورتا به او گفت که اگر دامادش او و دخترش را به آتلانتا نبرد، خودش آنها را به ماریون برمی‌گرداند. کورتا این را رد کرد و اصرار داشت که با شوهرش بماند.

## تماس تلفنی جان اف کندی
مارتین لوتر کینگ جونیور در ۱۹ اکتبر ۱۹۶۰ در یک فروشگاه بزرگ زندانی شد. پس از آزادی سه روز بعد، او در ۲۲ اکتبر، به دلیل رانندگی با گواهینامه آلاباما در حالی که ساکن جورجیا بود، به زندان بازگردانده شد و برای چهار ماه در زندان با اعمال شاقه ماند. پس از دستگیری شوهرش، کورتا معتقد بود که او را زنده نخواهند گذاشت و با دوستش هریس وفورد تماس گرفت و گریه کنان گفت: «او را خواهند کشت. من می‌دانم که او را خواهند کشت». ووفورد بلافاصله پس از صحبت با او، با سارجنت شرایور در شیکاگو، جایی که جان اف کندی، نامزد ریاست جمهوری، در آن زمان مبارزات انتخاباتی را انجام می‌داد، تماس گرفت و به شرایور از ترس و نگرانی کورتا برای همسرش گفت. پس ازآن شرایور منتظر ماند تا با کندی تنها باشد، به او پیشنهاد کرد که با کورتا تماس بگیرد و ابراز همدردی کند. کندی پس از موافقت با این پیشنهاد، با کورتا تماس گرفت.
مدتی بعد، رابرت اف کندی موفق شد کینگ را از زندان آزاد کند. مارتین لوتر کینگ پدر به قدری از آزادی قدردانی کرد که به کندی رای داد و گفت: «اگر اشک را از چشمان عروسم پاک کند، یک کاتولیک یا خود شیطان را می‌گیرم.» به گفته کورتا، کندی گفت: «من می‌خواهم نگرانی خودم را در مورد شوهرتان ابراز کنم. می‌دانم که این باید برای شما بسیار سخت باشد و می‌دانم که شما منتظر تولد بچه‌تان هستید و فقط می‌خواهم بدانید که من به شما و دکتر کینگ فکر می‌کردم. اگر کاری می‌توانم انجام دهم، لطفاً با من تماس بگیرید.» خبرنگاران به سرعت از تماس کندی با کینگ مطلع شدند و کورتا اعتراف کرد که «احساس خوبی به من داد که او شخصاً با من تماس گرفت و به من احساس خودش را بیان کرد»

## ریاست جمهوری کندی
در دوران ریاست جمهوری کندی، کورتا و همسرش به او احترام می‌گذاشتند و اکراه او را برای درگیر شدن آشکارا با حقوق مدنی درک می‌کردند. در آوریل ۱۹۶۲، کورتا به عنوان نماینده کنفرانس زنان برای صلح در ژنو، سوئیس، حاضر شد. در ۲۸ مارس ۱۹۶۳ مارتین او را به بیمارستان برد، و کورتا چهارمین فرزندشان برنیس را به دنیا آورد. بعد از اینکه او و دخترش قرار بود به خانه برگردند، مارتین با عجله برگشت تا خودش رانندگی کرده و آنها را برساند. پس از دستگیری همسرش در ۱۲ آوریل ۱۹۶۳، کورتا به توصیه کشیش وایات تی واکر، رئیس دفتر مارتین، سعی کرد با پرزیدنت کندی تماس مستقیم برقرار کند و موفق شد با رابرت اف کندی صحبت کند. پرزیدنت کندی نزد پدرش جوزف پی کندی بود که بیمار بود.
روز بعد، پرزیدنت کندی به کورتا اطلاع داد که اف‌بی‌آی شب گذشته به بیرمنگام فرستاده شده‌است و تأیید کرد که حال شوهرش خوب است. کورتا توانست با شوهرش در بیمارستان تلفنی صحبت کند و به او گفت که واکر را از دخالت کندی مطلع کند. کورتا شوهرش را از کمک‌های کندی‌ها مطلع ساخت که شوهرش در جواب گفت، که حالا دلیل آن را که «چرا همه ناگهان اینقدر مؤدب شده‌اند» می‌فهمد.

## نوارهای اف‌بی‌آی

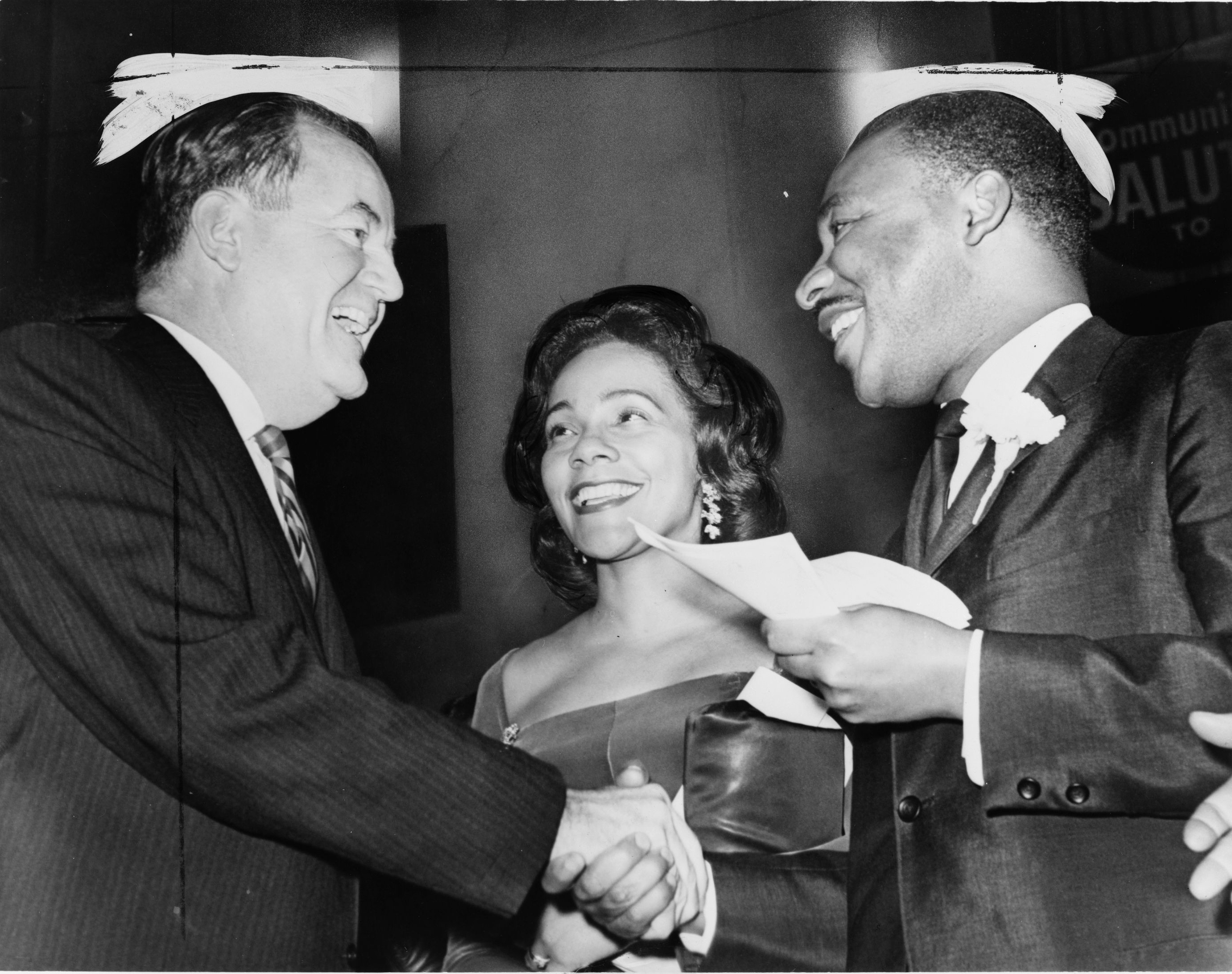
کورتا به همراه همسرش در ملاقات با معاون منتخب ریاست‌جمهوری هیوبرت هامفری، ۱۷ دسامبر ۱۹۶۴

اف بی ای قصد داشت نوارهایی از روابط ادعایی شوهر کینگ را به دفتر کنفرانس رهبری مسیحیان جنوبی بفرستد، زیرا در مراقبت‌ها مشخص شد که کورتا وقتی همسرش در سفر است نامه‌های دفتر او را باز می‌کند. به این ترتیب اف بی‌آی دریافت که زمانی که نوارها پست می‌شود کینگ در دفتر کارش نیست و همسرش کورتا کسی است که نامه‌های آن را باز می‌کند.جی. ادگار هوور حتی توصیه کرد که «آن را از یک ایالت جنوبی پست کنید». کورتا نوارها را با بقیه نامه‌ها مرتب کرد، به آنها گوش داد و بلافاصله شوهرش را صدا کرد «با لحن و شدت واکنش‌هایش که برای دفتر کینگ بسیار مسرت‌بخش بود.» کینگ این نوار را در حضور او به همراه اندرو یانگ، رالف آبرناتی و جوزف لوری پخش کرد. خانم کینگ علناً می‌گفت: «نمی‌توانستم کار زیادی از آن بکنم، فقط یک غم و اندوه زیاد بود». این نوارها بخشی از تلاش بزرگتر جی. ادگار هوور برای محکوم کردن کینگ با افشاگری در زندگی شخصی‌اش بود.

## ریاست‌جمهوری جانسون
مهم‌تر از همه، شاید او سخت تلاش کرد تا لایحه حقوق مدنی ۱۹۶۴ را تصویب کند. کورتا چند روز قبل از ترور مالکوم ایکس با او صحبت کرد. مالکوم ایکس به او گفت که او به آلاباما نیامده تا برای شوهرش دردسر ایجاد کند، بلکه در عوض باعث می‌شود که سفیدپوستان قدردانی بیشتری از اعتراضات کینگ داشته باشند.
ار ۲۶ مارس ۱۹۶۵، پدر کورتا برای راهپیمایی که بعداً در مونتگومری به پایان رسید، به او و همسرش پیوست. پدرش «احساسی کوچک از پتانسیل واقعی آمریکا یافت» و پس از دیدن شعارهایی که برای شوهر دخترش توسط قفقازی‌ها و آمریکایی‌های آفریقایی‌تبار خوانده می‌شد، آن را «بزرگ‌ترین روز در کل تاریخ آمریکا» نامید.
کورتا اسکات کینگ در ژانویه ۱۹۶۶ در مجله نیو لیدی از تبعیض جنسیتی جنبش حقوق مدنی انتقاد کرد و در بخشی از آن گفت: «توجه کافی به نقش‌هایی که زنان در مبارزه ایفا می‌کنند معطوف نشده‌است. به‌طور کلی در مبارزات حقوق مدنی، مردان رهبری را تشکیل داده‌اند. اما… زنان ستون فقرات کل جنبش حقوق مدنی بوده‌اند.»
کورتا با بیش از پنج هزار زن در اعتراضات زنان برای صلح در ژانویه ۱۹۶۸ در پایتخت واشینگتن دی سی شرکت کرد. به افتخار اولین زنی که به مجلس نمایندگان انتخاب شد، این گروه تیپ ژانت رانکین نام داشت. کورتا به همراه پرل ویلن و مری کلارک ریاست کنفرانس کنگره زنان را بر عهده داشت.

## ترور همسر کورتا

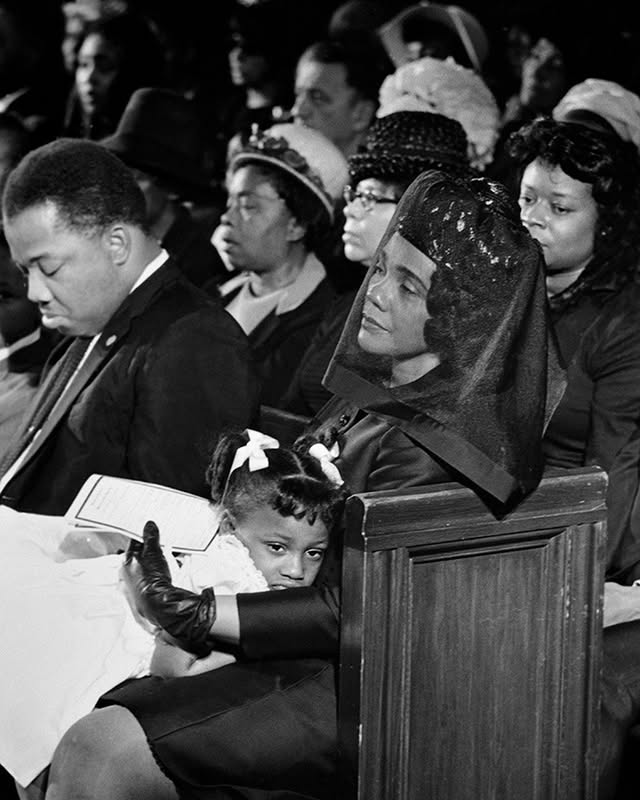
کورتا در حال دلداری دخترش برنیس در مراسم خاکسپاری مارتین، این عکس که توسط Moneta Sleet Jr گرفته شد برنده جایزه پولیبزر شد.

مارتین لوتر کینگ جونیور در ۴ آوریل ۱۹۶۸ در ممفیس، تنسی مورد اصابت گلوله قرار گرفت و کشته شد. کورتا در تماسی که با جسی جکسون، پس از بازگشت از خرید همراه فرزند ارشدش یولاندا، داشت از این تیراندازی مطلع شد. با شنیدن خبر، کورتا مشکل می‌توانست به فرزندانش تفهیم کند که پدرشان فوت کرده‌است. او همچنین تعداد زیادی تلگراف دریافت کرد که از جمله تلگرافی از مادر لی هاروی اسوالد بود، که از نظر او تلگرافی بود که بیش از همه او را تحت تأثیر قرار داد.
در تلاش برای آماده کردن دخترش برنیس، که در آن زمان فقط پنج سال داشت، برای مراسم خاکسپاری، او سعی کرد به او توضیح دهد که دفعه بعد که پدرش را ببیند او در تابوت خواهد بود و صحبت نخواهد کرد.
در ۵ آوریل ۱۹۶۸، کورتا برای تحویل‌گیری جسد شوهرش به ممفیس رفت. او تصمیم گرفت که تابوت را در هنگام تشییع جنازه باز نگه دارد، به این امید که فرزندانش با دیدن جسد متوجه شوند که پدرشان به خانه نخواهد آمد.
کورتا با باب فیچ عکاس، که او را برای سالها می‌شناخت، تماس گرفت و از او خواست تا مستندات لازم را انجام دهند
در ۷ آوریل ۱۹۶۸، معاون سابق رئیس‌جمهور ریچارد نیکسون به دیدار کورتا رفت که یادآور اولین ملاقات او با همسرش در سال ۱۹۵۵ بود. نیکسون همچنین در ۹ آوریل ۱۹۶۸ به مراسم تشییع جنازه مارتین لوتر کینگ جونیور رفت، اما در صفوف پیاده نشد. . نیکسون معتقد بود که شرکت در این راهپیمایی توجهات را به او جلب خواهد کرد.
در ۸ آوریل ۱۹۶۸، کورتا و فرزندانش به راهپیمایی با کارگران سرویس بهداشتی رفتند که شوهرش قصد داشت قبل از مرگش انجام دهد. پس از اینکه راهپیمایان به محل سخنرانی در سیویک سنتر پلازا در مقابل تالار شهر ممفیس رسیدند، تماشاچیان اقدام به گرفتن عکس از کورتا و فرزندانش کردند تا اینکه او پشت میکروفون شروع به صحبت کرد. او گفت که علیرغم اینکه مارتین لوتر کینگ جونیور گاهی از فرزندانش دور بود، «فرزندانش می‌دانستند که بابا آنها را دوست دارد و زمانی را که با آنها سپری می‌کرد به خوبی سپری می‌شد.»

## پس از ترور
پس از ترور همسرش در سال ۱۹۶۸، کورتا همه ساله در ۱۵ ژانویه مراسمی در کلیسای باپتیست در آتلانتا برگزار کرد.
اندکی بعد، مایک والاس از خانواده کورتا دیدن کرد. او می‌خواست به دیدار او و بقیه اعضای خانواده‌اش برود و ببیند که آنها در کریسمس پیش رو چگونه هستند. کورتا خانواده‌اش را به والاس معرفی کرد و همچنین ابراز عقیده کرد که مارتین لوتر کینگ جونیور دیگری وجود نخواهد داشت، زیرا او «یک‌بار در قرن» یا «شاید هر هزار سال یک‌بار» می‌آید. او ادامه داد که معتقد است فرزندانش بیش از هر زمان دیگری به او نیاز دارند و در مرگ شوهرش امید برای رستگاری وجود دارد.
به عنوان رهبر جنبش، کورتا کینگ، مرکز کینگ برای تغییرات اجتماعی غیر خشونت‌آمیز را در آتلانتا تأسیس کرد. از زمان آغاز به کار این مرکز کورتا به عنوان رئیس و مدیر عامل اجرایی آن فعالیت می‌کرد تا اینکه زمام رهبری را به پسرش دکستر اسکات کینگ سپرد. کنار رفتن از رهبری، به او زمان بیشتری داد تا بر روی نوشتن، سخنرانی و بودن با والدینش تمرکز کند.
او خاطرات خود را با عنوان «زندگی من با مارتین لوتر کینگ جونیور» در سال ۱۹۶۹ منتشر کرد. به رئیس‌جمهور ریچارد نیکسون توصیه شد که در اولین سالگرد مرگ کینگ با کورتا ملاقات نکند زیرا این امر باعث «خشم» بسیاری از مردم می‌شود. در ۱۵ اکتبر ۱۹۶۹، کورتا سخنران اصلی تظاهرات برای پایان دادن به جنگ در ویتنام در واشینگتن دی سی بود، در آنجا او جمعیتی را در خیابان پنسیلوانیا در حالی که شمع حمل می‌کردند رهبری می‌کرد. او در یک سخنرانی بعدی جنگ در ویتنام را محکوم کرد

## سال‌های بعد

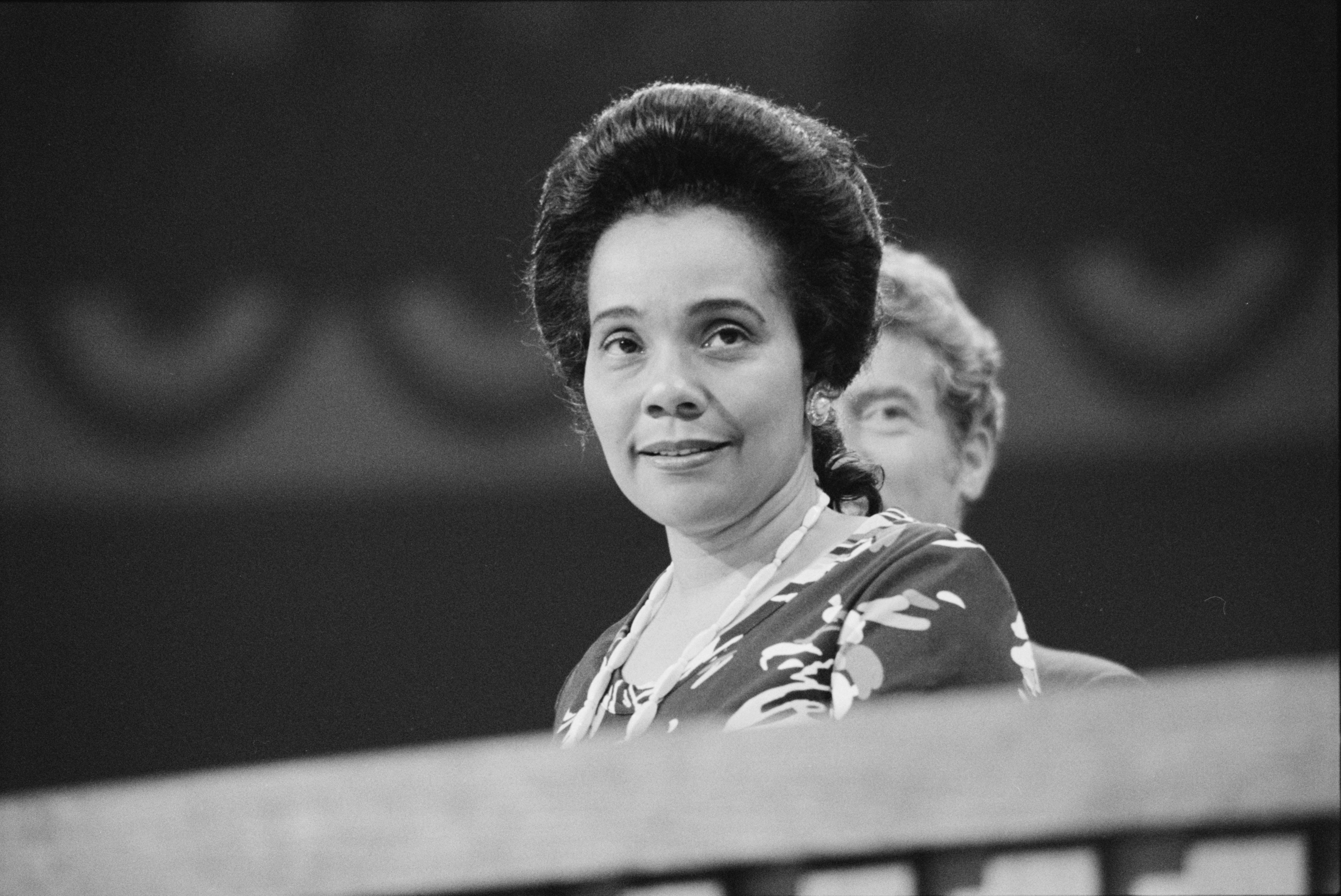
شرکت کینگ در کنوانسیون ملی دموکرات ۱۹۷۶

هر سال پس از ترور همسرش در سال ۱۹۶۸، هر ساله کورتا در مراسم بزرگداشتی در کلیسای باپتیست ابنزر در آتلانتا به مناسبت تولد او در ۱۵ ژانویه شرکت کرد. او سال‌ها مبارزه کرد تا آن را به عنوان یک تعطیلی ملی تبدیل کند. در سال ۱۹۷۲، او گفت که بایستی حداقل یک تعطیلی ملی در سال برای ادای احترام به یک مرد آفریقایی-آمریکایی برگزار شود، «و در این مرحله، مارتین بهترین نامزدی است که ما داریم.»
موری ام. سیلور، وکیلی از آتلانتا، در ۱۴ ژانویه ۱۹۷۹ درخواست تجدید نظر را در این باره ارائه کرد. کورتا اسکات کینگ بعداً تأیید کرد که این «بهترین و سازنده‌ترین درخواست تجدید نظر تا کنون» بوده‌است. کورتا اسکات کینگ سرانجام در سال ۱۹۸۶ در این کمپین موفق شد، و روز مارتین لوتر کینگ جونیور به عنوان تعطیلات فدرال در نظر گرفته شد.
در ۲۶ اوت ۱۹۸۳، کورتا از تأیید جسی جکسون برای ریاست جمهوری ناخشنود بود، زیرا او می‌خواست از کسی حمایت کند که معتقد بود می‌تواند رونالد ریگان را شکست دهد، و نامزدی شوهرش برای ریاست جمهوری را، اگر زنده می‌ماند، رد کند. در ۲۶ ژوئن ۱۹۸۵، کورتا به همراه دخترش برنیس و پسرش مارتین لوتر کینگ سوم هنگام شرکت در تظاهرات ضد آپارتاید در سفارت آفریقای جنوبی در واشینگتن دی سی دستگیر شد.
هنگامی که رونالد ریگان قانونی را برای تعیین روز مارتین لوتر کینگ جونیور امضا کرد، کورتا در آن مراسم بود. ریگان با او تماس گرفت تا شخصاً به خاطر اظهاراتی که در یک کنفرانس تلویزیونی در سراسر کشور بیان کرد، عذرخواهی کند، او گفته بود ما در «۳۵ سال» خواهیم دانست که آیا کینگ یک هوادار کمونیست است یا نه. ریگان تصریح کرد که اظهارات وی از این واقعیت ناشی می‌شد که این اوراق تا سال ۲۰۲۷ مهر و موم شده بود.

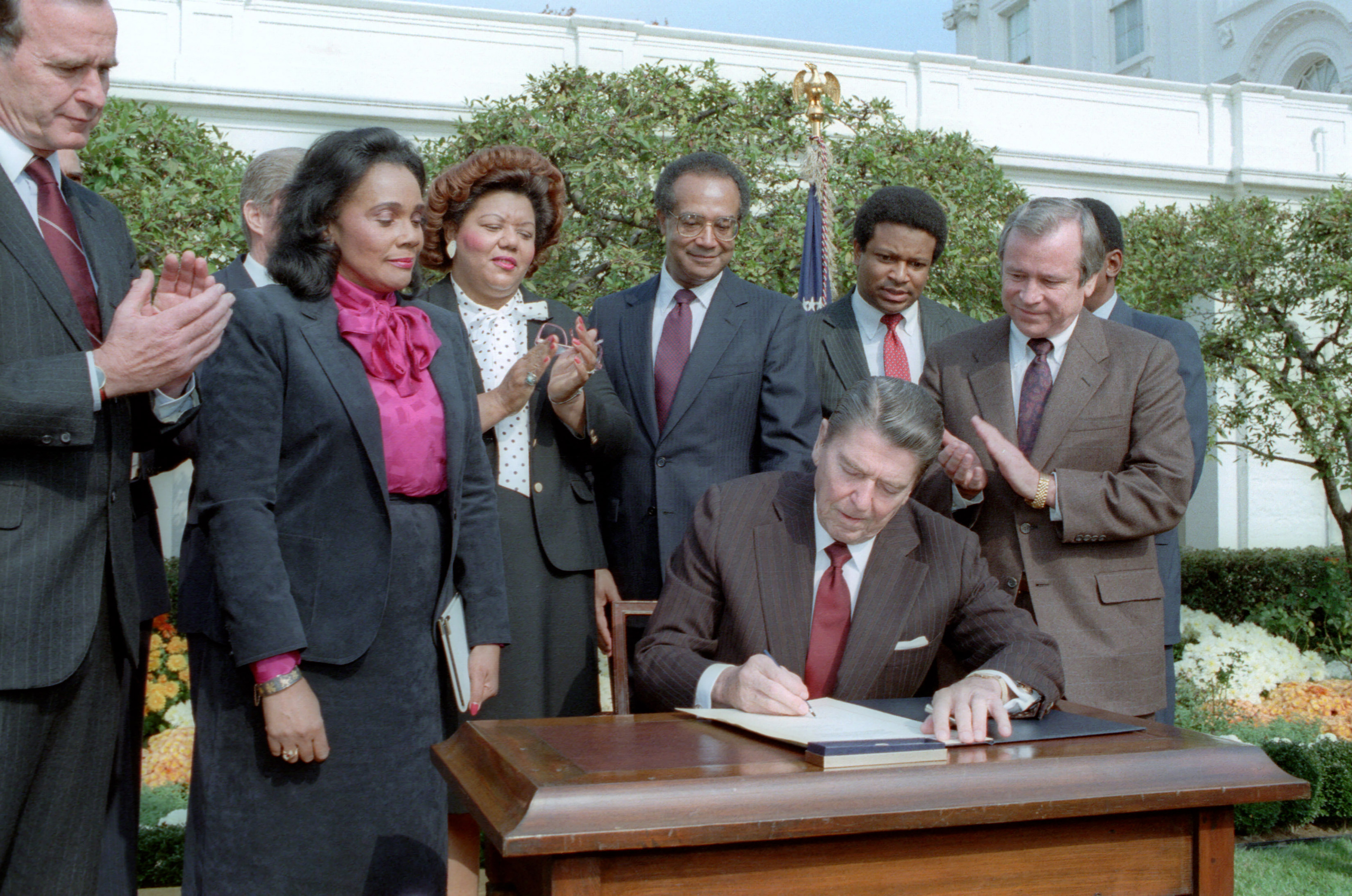
کورتا اسکات در جشن امضای روز مارتین لوتر کینگ جونیور توسط رئیس‌جمهور رونالد ریگان در ۲ نوامبر ۱۹۸۳ شرکت می‌کند.

در ۱۷ ژانویه ۱۹۹۳، کورتا کینگ نسبت به حمله موشکی ایالات متحده به عراق ابراز انزجار کرد. او در تلافی، اعتراضات صلح را پیشنهاد کرد. در ۱۶ فوریه ۱۹۹۳، کینگ به مقر اف‌بی‌آی رفت و در حمایت از مدیر آن ویلیام سشنز برای اینکه اف‌بی‌آی «به سوء استفاده‌های دوران هوور پشت کند»، سخنرانی کرد.

## مخالفت با آپارتاید
در طول دهه ۱۹۸۰، کورتا اسکات کینگ مخالفت دیرینه خود با آپارتاید را مجدداً تأیید کرد. او در یک سری از اعتراضات تحصن در واشینگتن دی سی شرکت کرد که باعث تظاهرات سراسری علیه سیاست‌های نژادی آفریقای جنوبی شد.
در سپتامبر ۱۹۸۶ کورتا کینگ یک سفر ده روزه به آفریقای جنوبی داشت. در ۹ سپتامبر ۱۹۸۶ او دیدار با رئیس‌جمهور بوتا و منگوسوتو گاتشا بوتلزی را لغو کرد. روز بعد، او با آلن بوساک ملاقات کرد. رهبران UDF، بوساک و وینی ماندلا تهدید کرده بودند که در صورت ملاقات با بوتا و بوتلزی، از ملاقات با کینگ خودداری خواهند کرد.

## بیماری و مرگ
در پایان ۷۷ سالگی، کورتا شروع به تجربه مشکلات جسمی کرد. منشی سابق شوهرش، دورا مک دونالد، در این دوره به صورت پاره وقت به او کمک کرد.
در آوریل ۲۰۰۵، یک ماه پس از سخنرانی در سلما در چهلمین سالگرد راه‌پیمایی‌های سلما به مونتگمری، بخاطر عارضه قلبی در بیمارستان تحت معالجه قرار گرفت، و در ۷۸ سالگی و آخرین تولدش مرخص شد. بعداً او چندین سکته قلبی کوچک را متحمل شد.
کورتا اسکات کینگ در شبانگاه ۳۰ ژانویه، ۲۰۰۶ درگذشت.